# Brachymyrmex degener
Brachymyrmex degener es una especie de hormiga perteneciente al género Brachymyrmex, categorizada en la tribu Myrmelachistini, de la subfamilia Formicinae.

## Distribución
La especie es nativa de la región del Neotrópico. Se distribuye por América, en Brasil, Colombia, Guayana Francesa, Guatemala, Guyana, Panamá, Paraguay y Trinidad y Tobago. Se ha encontrado a altitudes de hasta 732 m s. n. m.

## Taxonomía
Fue descrita por Emery en 1906.